# Butikskæde
En butikskæde er en forretningskæde med flere butikker der deler brand og koncept. Den kan være ejet af samme virksomhed, den kan bestå af samarbejdende virksomheder, eller den kan være relateret gennem franchise-aftaler.